# Vondeling

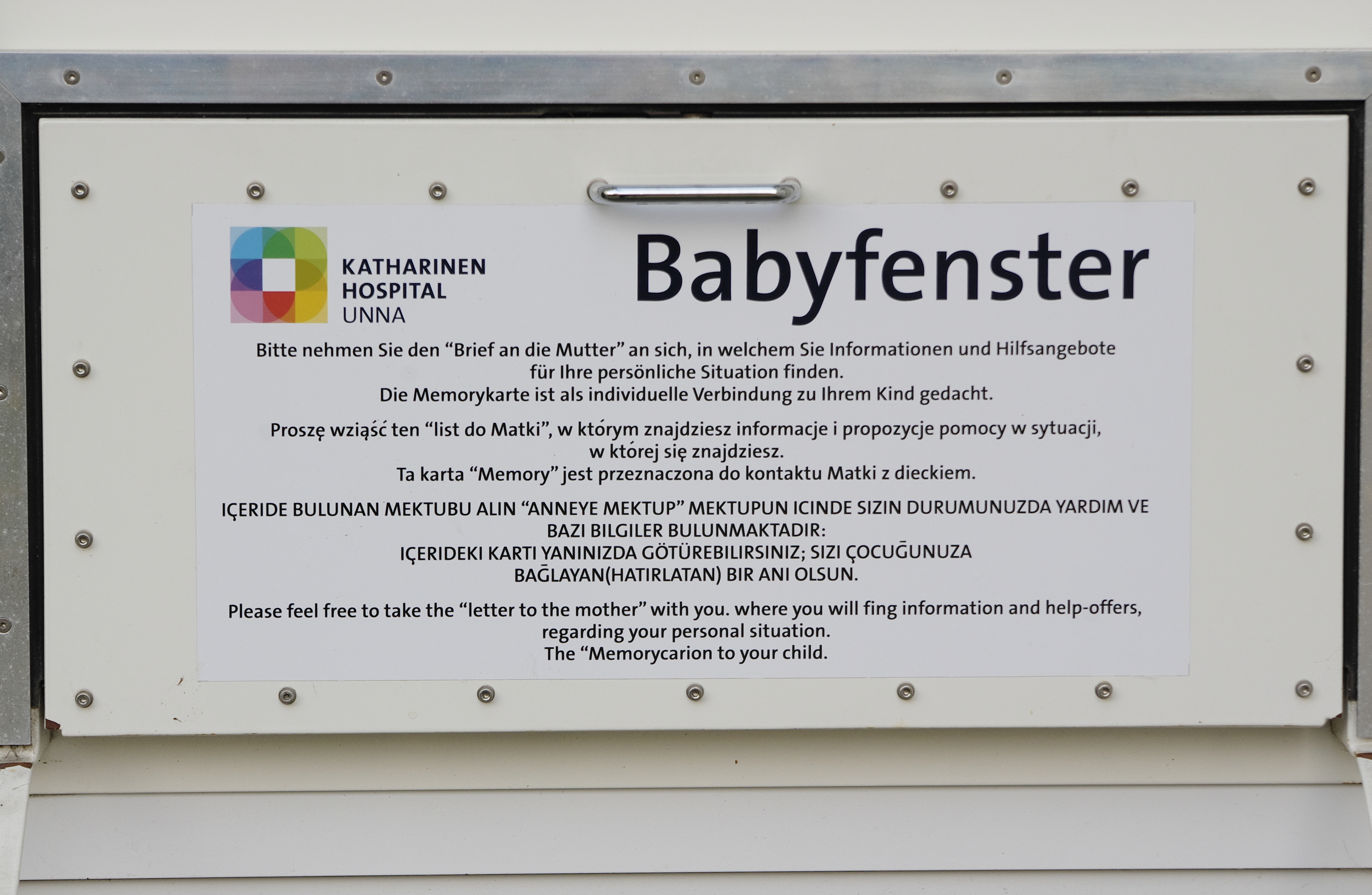
Babyluik van het Katharinenhospital in Unna

Een vondeling is een baby of jong kind dat door zijn of haar ouder(s) wordt achtergelaten, meestal omdat ze niet voor het kind kunnen of willen zorgen.

## Geschiedenis
In de oudheid werden er in veel culturen pasgeborenen te vondeling gelegd, waarbij het vrijwel zeker was dat ze zouden overlijden. Alhoewel zulke kinderen konden overleven als ze door anderen onder hun hoede werden genomen, werd dit vaak gezien als een vorm van babymoord - bijvoorbeeld in het apologeticum van Tertullianus: "het is een erg wrede manier om [een kind] te doden ... door het bloot te stellen aan kou, honger en honden."
Ook in de vroege middeleeuwen werden er nog baby's op deze wijze achtergelaten. Wetten uit die tijd, bijvoorbeeld de Lex Visigothorum, schreven vaak voor dat iemand die zich over zo'n kind had ontfermd, het als slaaf mocht behandelen.
Tot het einde van de 18e eeuw of het ancien régime, gebeurde het nogal eens dat een moeder of een ouderpaar dat om een of andere reden geen kinderen kon onderhouden, het kind bij een kerk of woonhuis neerlegde, in de hoop dat het op tijd gevonden zou worden, en in een betere omgeving zou opgroeien. Soms werd een vondeling vergezeld van een zogenaamd vondelingenbriefje waarop dan de namen en eventueel het geloof werden vermeld. Kloosters en hospitalen waren soms voorzien van een vondelingenluikje waarin men een kind kon neerleggen zodat het snel gevonden werd zonder dat de ouders zich bekend hoefden te maken.
In de middeleeuwen en het ancien régime werden ouders van kinderen die te vondeling gelegd werden, twaalf dagen op een schavot publiekelijk gesteld om daarna uit de stad te worden verbannen. De vondeling zelf werd op de arm van een dienaar van de armenkamer begeleid door stadtrompetters, rondgedragen en getoond.
In de Zuidelijke Nederlanden (en later ook in België) bepaalde een keizerlijk decreet uit 1811 dat het niet langer strafbaar was om kinderen te vondeling te leggen en dat in elk arrondissement een vondelingentehuis opgericht moest worden, voorzien van een vondelingenrol of -schuif waarin het kind kon worden gelegd (ook tour genoemd). Dat is zeker niet overal uitgevoerd. Uiteindelijk zouden in de 19e eeuw enkel in Brussel, Mechelen, Doornik, Namen, Bergen, Gent (van 1820 tot 1863), Leuven en Antwerpen (van 1812 tot 1860) gedurende enkele decennia vondelingenschuiven worden ingericht. De bedoeling van de wetgever was om hiermee de vondelingensterfte te beperken en kindermoorden te voorkomen. Wellicht zorgde dit er inderdaad voor dat er minder kinderen werden neergelegd langs openbare wegen of op andere plaatsen waar een verhoogde kans bestond dat het kind niet tijdig zou gevonden worden. Maar de controverse bleef bestaan of men hiermee niet juist de handel in kinderen in de hand werkte.
Van verschillende zijden wordt wel gepleit voor het opnieuw instellen van dergelijke veilige plaatsen voor het te vondeling leggen van pasgeboren kinderen.

## In het Nederlands recht

### Strafrecht
In Nederland wordt een gelijkaardig onderscheid gemaakt tussen enerzijds het in een hulpeloze toestand brengen of laten van iemand die men volgens de wet moet onderhouden, verplegen of verzorgen; en anderzijds het te vondeling leggen van kinderen jonger dan zeven jaar (ongeacht op welke plaats). Beide misdrijven worden behandeld in het Wetboek van Strafrecht onder titel XV Verlating van hulpbehoevenden (art. 255 t/m 260).
Het strafrecht legt geen minimumstraf op. Er is wel een maximumstraf voor het te vondeling leggen van ten hoogste vier jaren en zes maanden gevangenis, of een geldboete van de vierde categorie. Deze straf wordt aangepast afhankelijk van de omstandigheden:
- indien zwaar lichamelijk letsel het gevolg is wordt de maximale straf zeven jaren en zes maanden, of een geldboete van vijfde categorie;
- indien de dood het gevolg is: negen jaren, of een geldboete van vijfde categorie;
- de genoemde straffen kunnen met één derde worden verhoogd indien het de vader of moeder zelf is die het kind te vondeling legde;
- indien de moeder het kind kort na de geboorte te vondeling legde uit vrees dat haar bevalling ontdekt zou worden, wordt de maximale gevangenisstraf met de helft verminderd en de maximale geldboete teruggebracht tot de vierde categorie.

De ambtenaar van de burgerlijke stand schrijft het kind in en stelt een voorlopige voornaam en geslachtsnaam vast als deze niet bekend zijn gemaakt door de ouder(s). De naam wordt vaak afgeleid van de plaats waar het kind gevonden is of van de vinder. Zo werd de naam Otto van Meppelen gekozen voor het kind dat door mevrouw Otterspoor aan de Meppelweg werd gevonden. De definitieve naam wordt vastgesteld bij Koninklijk Besluit en kan later gewijzigd worden.
Een gelegenheid bieden om een baby te vondeling te leggen is niet toegestaan.

### Vondelingenkamer
Ondanks dit verbod werd in Nederland in 2014 de stichting Beschermde Wieg opgericht, die initiatiefnemer werd voor de inrichting van vondelingenkamers. In 2024 waren er dertien van deze kamers:  
- AMSTERDAM – Amsterdam UMC Ziekenhuis
- DEN HAAG – Juliana Kinderziekenhuis
- DEN HELDER – Noordwest Ziekenhuisgroep
- DORDRECHT
- GOES ARZ Ziekenhuis
- HEERENVEEN Ziekenhuis – Tjongerschans
- HEERLEN – Zuyderland Ziekenhuis
- MIDDELBURG
- PAPENDRECHT
- ROTTERDAM – Erasmus MC Ziekenhuis
- ROTTERDAM – Maasstad Ziekenhuis
- ROTTERDAM – HOOGVLIET
- ZWOLLE – Isala Ziekenhuis

De kamer is ongeveer 1,5 bij 3 meter groot. Er staat een ledikantje, een tafeltje en een stoel. De moeder kan naar binnen met haar baby en eventueel anoniem in gesprek gaan met een hulpverlener of de baby meteen achterlaten. In mei 2016 werd er voor het eerst gebruik gemaakt van een vondelingkamer, namelijk in Groningen.

## In het Belgisch recht

### Strafrecht
De Belgische wet van 28 november 2000 betreffende de strafrechtelijk bescherming van minderjarigen heeft het onderscheid opgeheven dat in het strafrecht bestond tussen het "te vondeling leggen van kinderen" en het "verlaten van kinderen" (in het Frans respectievelijk "exposition d'enfants" en "délaissement d'enfants"). Het "te vondeling leggen" betrof meestal pasgeboren kinderen die ergens neergelegd werden op een plek waar zij gevonden konden worden. Het "verlaten van kinderen" betrof vooral kinderen met (in principe) bekende ouders, die dan vervolgens werden achtergelaten zonder verdere verzorging. Dit onderscheid wordt nu minder relevant gevonden en men spreekt in het strafrecht enkel nog over het verlaten van kinderen.
Bij het verlaten van kinderen wordt nu een onderscheid gemaakt tussen het verlaten van een minderjarige op om het even welke plaats, dus zonder nog rekening te houden met het feit of de plaats al of niet bekend was (art. 423); en het achterlaten van een kind in een behoeftige toestand door zijn ouders (art. 424). In het eerste geval is de straf een gevangenisstraf van één maand tot drie jaar en/of een geldboete van 26 euro tot 300 euro. In het tweede geval een gevangenisstraf van acht dagen tot zes maanden en/of een geldboete van 50 euro tot 500 euro.

### Burgerlijk recht
Artikel 58 van het Burgerlijk Wetboek bepaalt dat iemand die een pasgeboren kind vindt, dit moet afgeven aan de ambtenaar van de burgerlijke stand. De kleren en andere voorwerpen die bij het kind gevonden werden, moeten ook worden afgegeven. De ambtenaar maakt een proces-verbaal op, waarin ook de omstandigheden, het tijdstip en de plek waar het kind gevonden werd, worden vermeld. Het proces-verbaal vermeldt ook aan welke burgerlijke overheid het kind wordt toevertrouwd, en vervangt voorlopig de geboorteakte.
Het kind krijgt gewoonlijk twee of meer voornamen, waarvan er een dient als familienaam. De ambtenaar kan er echter ook voor kiezen een familienaam te geven die herinnert aan de omstandigheden waarin het kind gevonden werd, of aan bepaalde kenmerken. Zo werd eind 2006 een (waarschijnlijk Nederlandse) vondeling Jasper Van Essen genoemd, naar de vinder (politie-inspecteur Jaspers) en de vindplaats (het station van Essen).

### Vondelingenluik
In navolging van vele andere landen richtte de VZW Moeders voor Moeders in 2000 het eerste vondelingenluik in België op, meer bepaald te Antwerpen.
Dit is een luik waar achter een bedje staat met een dekentje. Hierin ligt ook een omslag, die de moeder kan meenemen, zodat ze zich later altijd kan bekend maken indien ze op haar beslissing wil terug komen. Vanaf het moment dat het luik open gaat, gaat er een stil alarm af en is er iemand binnen het kwartier ter plaatse. Het kindje krijgt dan tijdelijk de naam "De Kleine" tot er zich een definitieve oplossing aanbiedt, of door de biologische moeder, of door het opstarten van een adoptieprocedure.
Sinds het begin van de installatie van dit vondelingenluik werden er reeds enkele zuigelingen in neergelegd. Om de geheimhouding te vrijwaren, wordt dit pas maanden na de feiten aan de pers meegedeeld.

## Voorkomen
Er bestaan in België geen statistieken over het aantal te vondeling gelegde kinderen. In Nederland wordt gemiddeld 1,5 kind per jaar te vondeling gelegd.

## Bekende vondelingen

### Historische vondelingen
- Agathocles van Syracuse
- Beatrix de Rijke (1421-1468)
- Diego de Almagro (1475-1538)
- Jean le Rond d'Alembert (1717-1783)
- Kaspar Hauser (1812-1833)
- Francis Kol (1826-1856)
- Tom Vilsack (1950)
- Sue Chaloner (1953)

### In de literatuur of film
- Anthony Adverse
- Esmoreit
- Little Man
- Mariken
- Benjamin Button
- Remi, uit het boek Alleen op de wereld van Hector Malot
- de vondeling van Ameland uit het nummer van Boudewijn de Groot

### In de mythologie
- Mozes
- Amphion (zoon van Zeus)
- Oedipus
- Paris
- Romulus en Remus